# 手島郁郎
手島 郁郎（てしま いくろう、1910年 - 1973年12月25日）は、無教会主義の流れを汲むキリスト教系宗教団体である、「キリストの幕屋」の創始者。熊本県出身。別名、手島アブラハム郁郎。

## 生涯
- 1927年 - 熊本市内のバプテスト教会で洗礼を受ける。
- 1931年 - 長崎高等商業学校（現・長崎大学経済学部の前身）を卒業する。
- 1932年 - 内村鑑三の無教会主義の夏期聖書講座に参加する。
- 1933年 - 熊本聖書研究会を主宰する。
- 1948年 - 独立し伝道を始める。「生命の光」を機関紙として、テレビ放送も行った。「神の幕屋」と称する集会を全国に開いた。

## イスラエルとの関わり
手島はイスラエルと深い交友関係を持っており、マルティン・ブーバーを訪ねたこともある。
また、聖地エルサレムへは何度も訪れている。1973年3月にはイスラエル建国25周年を祝うために、400人の団員を引き連れてヘルツルの丘を訪問した。
第三次中東戦争が勃発した際には「イスラエル救援委員会」を組織し、救援物資を持ってイスラエルへと渡った。また、第四次中東戦争が勃発した際には、手島が先頭に立って日本全国から3000人規模の人員を集め、イスラエルへの支持を唱えて東京都内を行進した。
これらの活動が評価され、1967年9月の第三次中東戦争での手島のイスラエル支援活動と、1974年1月に手島が死去した際に彼の名はユダヤ人基金の「黄金の書」に記された。